# Trichogalumna pumularis
Trichogalumna pumularis är en kvalsterart som beskrevs av Engelbrecht 1972. Trichogalumna pumularis ingår i släktet Trichogalumna och familjen Galumnidae. Inga underarter finns listade i Catalogue of Life.